# فيضانات شمال غرب المحيط الهادئ 2021
فيضانات شمال غرب المحيط الهادئ 2021 هي سلسلة من الفيضانات التي ضربت مقاطعة كولومبيا البريطانية في كندا، وأجزاء من ولاية واشنطن المجاورة لها في الولايات المتحدة الأمريكية. وقد نجمت الفيضانات والعديد من حوادث الهزال الجماعي عن نهر باينابل إكسبريس، وهو نوع من الأنهار الجوية، والذي جلب أمطارًا غزيرة إلى أجزاء من جنوب كولومبيا البريطانية وشمال غرب الولايات المتحدة الأمريكية. دفعت هذه الكارثة الطبيعية الحكومة الكندية إلى إعلان حالة الطوارئ في مقاطعة كولومبيا البريطانية، وخاصة بعد حدوث الاضطراب الشديد قصير وطويل الأمد في ممر النقل الذي يربط مدينة فانكوفر الساحلية، أكبر ميناء في كندا، بوادي فريزر وبقية أراضي كولومبيا البريطانية وباقي أنحاء كندا. تُنتج المقاطعة مُعظم إنتاجها الزراعي في منطقة وادي فريزر المكتظة بالسكان، والتي تضررت بشكل خاص بفعل الفيضانات مما أضر بجميع الطرق الرئيسية المؤدية غربًا إلى فانكوفر وشرقًا إلى ألبرتا، كما تعطلت خطوط السكك الحديدية التابعة للسكك الحديدية الوطنية الكندية والسكك الحديدية الكندية الباسيفيكية، بالإضافة إلى جميع الطرق السريعة التي تربط منطقة لور ماينلاند ببقية المقاطعة.، وبالتالي أصبح وادي فريزر معزولًا ويتمتع بقدرة محدودة على توفير الغذاء اللازم لإطعام حيوانات المزارع في ظل توقف خدمات السكك الحديدية. حتى الطرق البديلة المؤدية إلى شمال كولومبيا البريطانية وجنوبًا إلى ولاية واشنطن، فقد كانتمعزولة بفعل التضاريس.
أعلن مكتب التأمين الكندي في 10 ديسمبر (كانون الأول) 2021 أن الفيضانات كلفت البلاد ما لا يقل عن 450 مليون دولار كندي بسبب الأضرار المؤمن عليها، مما يجعلها الكارثة الطبيعية الأكثر تكلفة في تاريخ كولومبيا البريطانية. ومع ذلك، لم يشمل هذا المبلغ الأضرار التي لحقت بالبنية التحتية وغيرها من الممتلكات غير المؤمنة. ففي منطقة سوماس برايري الواقعة في بلدة أبوتسفورد وحدها نفق ما يزيد عن 600 ألف رأس من الماشية بسبب الفيضانات. وأصدرت شركة إعادة التأمين بيانًا في 17 ديسمبر (كانون الأول) 2021 زعمت فيه أن الأضرار الاقتصادية قد تصل إلى أكثر من 2 مليار دولار أمريكي. وحسبما جاء في للتقرير السنوي الصادر عن منظمة الإغاثة المسيحية غير الحكومية في 26 ديسمبر (كانون الأول)، فإن الأضرار كان من المتوقع أن تصل إلى 7.5 مليار دولار أمريكي.
أصدر وزير السلامة العامة في كولومبيا البريطانية، مايك فارنوورث، بيانًا أفاد بأن الانتشار العسكري قد انتهى في 17 ديسمبر (كانون الأول) 2021 بعد شهر واحد من المساعدات. وقد تحسنت الظروف بما يسمح للمقاولين والمنظمات غير الحكومية ووحدة متخصصة من خدمة إدارة حرائق الغابات في المنطقة بالبدء في جهود إعادة الإعمار.

## تسلسل الأحداث

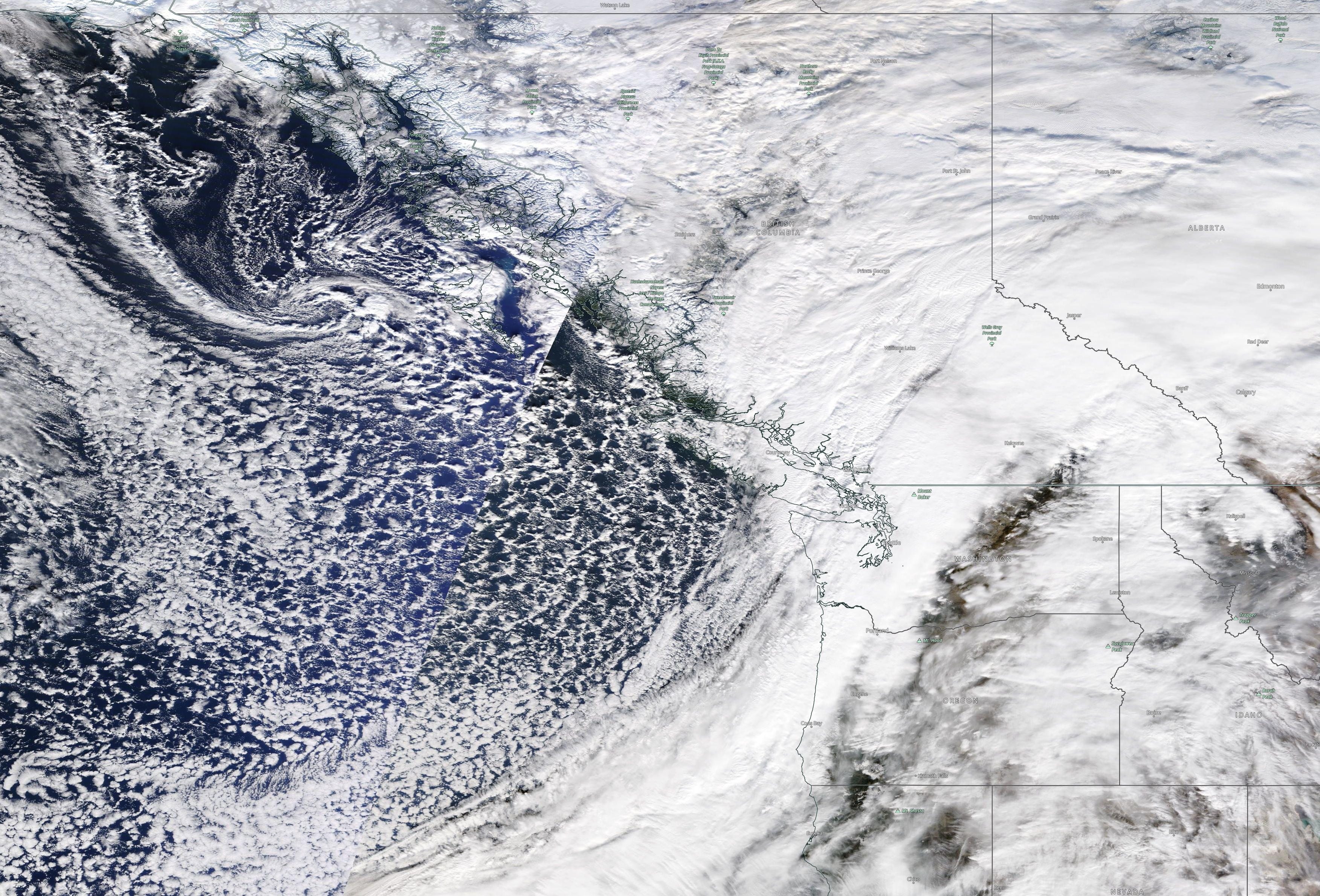
صورة ملتقطة بالقمر الصناعي للعاصفة التي وقعت في 15 نوفمبر (تشرين الثاني) 2021 عند الساعة 00 بالتوقيت العالمي المنسق.

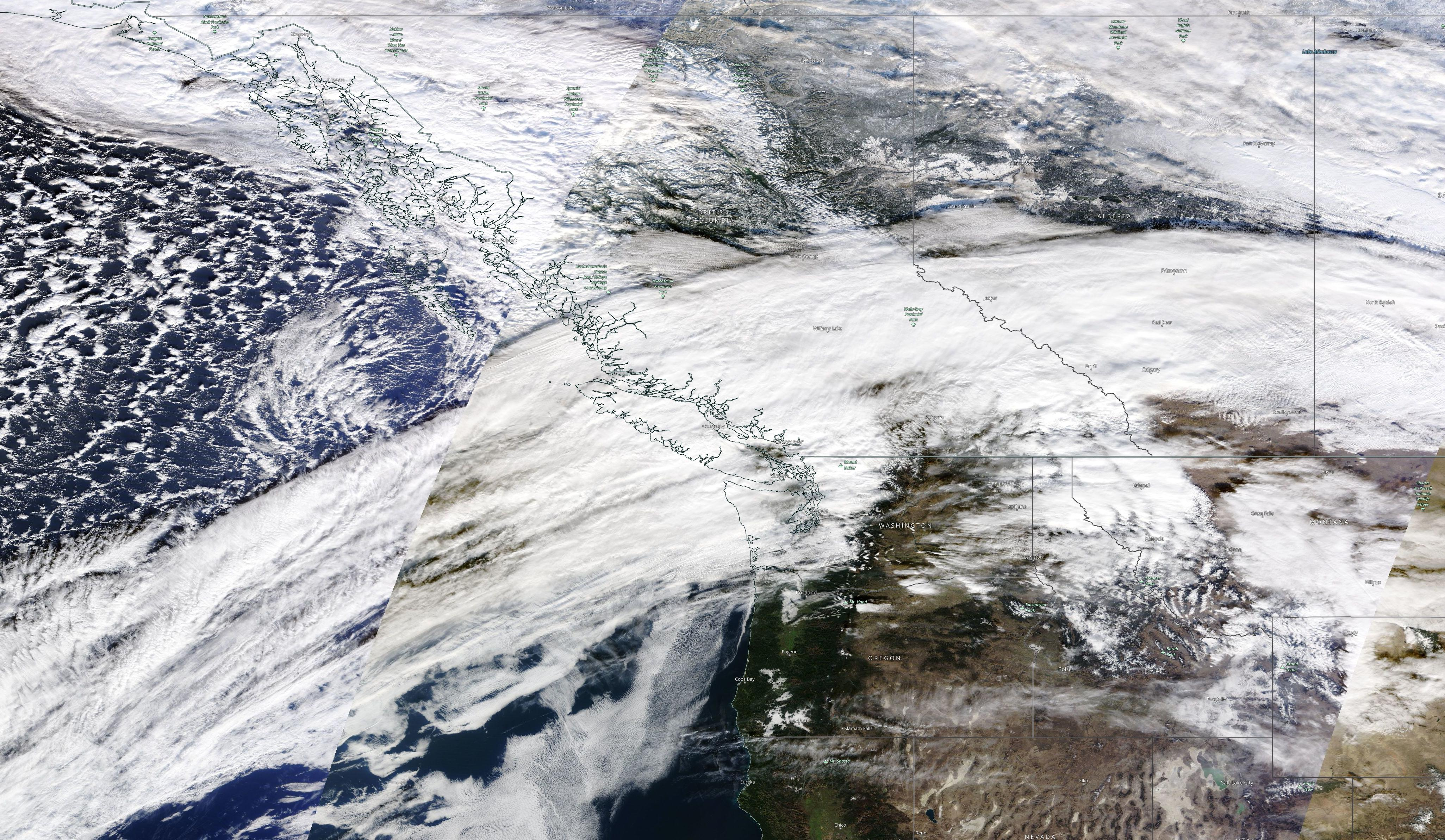
منخفض جوي آخر ضمن سلسلة المنخفضات الجوية التي حدثت بتاريخ 1 ديسمبر (كانون الأول) 2021، وأدت إلى هطول المزيد من الأمطار على المنطقة

في أوائل نوفمبر (تشرين الثاني) 2021 ساهمت عدة أنظمة جوية في هطول أمطار قياسية في جنوب غرب كولومبيا البريطانية ومنطقة شمال غرب المحيط الهادئ بالولايات المتحدة الأمريكية، مما نتج عنه إعصارًا مائيًا بالقرب من مدينة فانكوفر في 6 نوفمبر (تشرين الثاني) 2021. ثُم تسبب نظام جوي آخر في إصدار تحذيرين منفصلين من الإعصار في مقاطعة كيتساب بواشنطن في 9 نوفمبر (تشرين الثاني) 2021. ثم تشكل أول نظام ضغط منخفض عميق، والذي يشير إليه علماء المناخ باسم النهر الجوي، في المحيط الهادئ وانتقل إلى الساحل في 12 نوفمبر (تشرين الثاني) 2021. وبعد يومين، انتقل نهر جوي ثان يتبع نفس المسار تقريبًا إلى الساحل. أصدرت هيئة الأرصاد الجوية الوطنية الأمريكية تحذيرات من الفيضانات لمقاطعتي سكاجيت وواتكوم، وتحذيرات من الرياح العاتية لمعظم الأجزاء الواقعة شمال غرب ولاية واشنطن. كان من المتوقع أن تؤثر ثلاثة أنهار جوية أخرى على جنوب كولومبيا البريطانية وشمال غرب ولاية واشنطن، وقد بدأ أولها في 24 نوفمبر (تشرين الثاني) 2021 واستمر آخرها حتى 1 ديسمبر (كانون الأول) 2021.